# Ноа, Генрих
Карл Генрих Ноа (нем. Karl Heinrich Noa; 23 августа 1910, Эрфурт, Германская империя — 24 сентября 1972, Кассель, ФРГ) — гауптштурмфюрер СС, командир части зондеркоманды 11b в составе айнзацгруппы D. 

## Биография
Генрих Ноа родился 23 августа 1910 года в семье фабриканта Августа Ноа. Посещал народную школу и в 1931 году сдал экзамены на аттестат зрелости в гимназии в Лангензальце. С 1933 по 1934 год изучал медицину в университетах Марбурга и Йены, однако из-за финансовых проблем ему пришлось бросить учёбу.
1 июня 1931 года вступил в НСДАП (билет № 581257). В июле 1932 года был принят в ряды СС. С 24 октября 1933 года проходил военную службу в 17-м пехотном полку в Лёбау, демобилизовавшись 12 октября 1935 года в звании ефрейтора. С 1 декабря 1935 года служил в отделении гестапо в Мюнстере. В ноябре 1937 года сдал экзамен на должность комиссара уголовной полиции в школе полиции безопасности в Шарлоттенбурге, после чего Ноа перевели в государственную полицию в Карлсруэ, где он служил в отделе контрразведки. В июле 1938 года был назначен начальником комиссариата пограничной полиции в Брайзахе и осенью того же года начальником комиссариата пограничной полиции в Констанце. В августе 1939 года был откомандирован в Вену, где был зачислен в айнзакоманду, участвовавшей в польской кампании и действовавшей в районе Люблина.
В октябре 1939 года был переведён в ведомство полиции безопасности и СД в Люблине, где в 3-м отделе занимался вопросами контрразведки. С января по май 1940 года проходил курс для подготовки молодых кадров к службе в партийных и государственных органах и изучал экономику. В мае 1941 году был направлен в Дюбен, где присоединился к айнзацкоманде 11b. Осенью 1941 года по приказу Пауля Цаппа руководил расстрелом 227 еврейских мужчин, женщин и детей в Николаеве и отдавал приказы расстрельной команде на том же месте уничтожить 3500 евреев. Некоторое время был заместителем Пауля Цаппа. После того как Ноа был отозван в Берлин, он снова проходил прежний курс подготовки к службе в партийных и государственных органах. В мае 1942 года прекратил обучение по болезни и потом служил в 6-м ведомстве Главного управления имперской безопасности (РСХА) в отделе по делам Чехословакии (CZ). В 1942 году был откомандирован в Организацию Цеппелин.
В 1943 году был переведён в ведомство полиции безопасности и СД в Ревеле. В октябре 1944 года был откомандирован в ведомство полиции безопасности и СД в Бреслау, где стал начальником отдела II F (позже названного IV 3a3) и также был начальником отдела, занимавшимся промышленном шпионажем. В январе 1945 года служил в крепостном полку D, использованному во время оборонительных боев. 
К концу войны был захвачен в плен американцами и позже передан британцам. 29 июля 1948 года денацификационная палата лагеря для интернированных лиц в Людвигсбурге классифицировала его как «главного виновника». 31 июля 1948 года был отпущен, так как предыдущее заключение было засчитано в срок трёх лет трудовых работ. После освобождения работал в сельском хозяйстве и был неквалифицированным рабочим, до того как в середине 1953 года стал внештатным сотрудником газеты Gießener Anzeiger и в 1959 году стал редактором. В феврале 1962 года был заслушан в качестве свидетеля в прокуратуре Мюнхена. 24 мая 1962 года был арестован, но уже через два месяца освобождён. До конца 1969 года вновь работал редактором Gießener Anzeiger, до того как в январе 1970 года был отправлен в издательский архив. 26 февраля 1970 года был осуждён земельным судом Мюнхена за пособничество в убийстве в 897 случаях к 7 годам каторжной тюрьмы. В середине сентября 1972 года был переведён из тюрьмы Касселя в городскую больницу, где вскоре умер.